# Klaus Augenthaler
Klaus "Auge" Augenthaler (sinh ngày 26 tháng 9 năm 1957 tại Fürstenzell, gần Passau tại Bavaria, Tây Đức) là cựu cầu thủ bóng đá chuyên nghiệp người Đức chơi ở vị trí hậu vệ, và là huấn luyện viên. Trong 15 năm thi đấu cho Bayern Munich, ông giành 7 chức vô địch Bundesliga. Ông cũng là cựu thành viên của đội tuyển Tây Đức vô địch World Cup 1990.
Năm 2005, ông được bình chọn vào đội hình vĩ đại nhất của Bayern Munich trong lịch sử câu lạc bộ.

## Sự nghiệp cầu thủ
Augenthaler chơi ở vị trí trung vệ, và sau này là ở vị trí hậu vệ quét (libero). Ông vô địch Bundesliga 7 lần và cúp bóng đá Đức 3 lần với Bayern Munich. Tại Cúp C1 châu Âu (tiền thân của Champions League), ông về nhì năm 1982, sau khi Bayern Munich thua Aston Villa 0–1 tại trận chung kết. Tại trận chung kết năm 1987, ông vắng mặt do bị treo giò, và lại một lần nữa thất bại khi Bayern thua 2–1 trước FC Porto.
Từ năm 1984 đến khi kết thúc sự nghiệp cầu thủ năm 1991, Klaus Augenthaler là đội trưởng của Bayern Munich. Tổng cộng ông đã chơi 404 trận tại Bundesliga, 89 trận tại cúp châu Âu cho Bayern.
Từ năm 1983 đến năm 1990 ông thi đấu 27 trận cho Tây Đức, vô địch World Cup 1990 tại Ý, sau khi thắng Argentina 1–0 tại trận chung kết. Trước đó ông cũng tham dự World Cup 1986 tại Mexico, nhưng không thi đấu tại trận chung kết.

## Sự nghiệp huấn luyện
Ông bắt đầu sự nghiệp huấn luyện tại Bayern Munich, dưới quyền các huấn luyện viên Søren Lerby, Erich Ribbeck, Franz Beckenbauer, Giovanni Trapattoni và Otto Rehhagel. Ông dẫn dắt đội trận cuối cùng của mùa giải 1995–96 đối đầu với Fortuna Düsseldorf. Sau đó ông là huấn luyện viên của đội bóng Áo, Grazer AK từ năm 1997 đến năm 2000,
Vào giữa mùa 1999–2000, ông chuyển sang 1. FC Nürnberg ngày 2 tháng 3 năm 2000, dẫn dắt đội tại giải 2. Bundesliga và giúp đội lên hạng.
Ngày 29 tháng 4 năm 2003, Nürnberg sa thải Augenthaler, sau khi đội phải vật lộn để trụ hạng. Ông chuyển sang Bayer 04 Leverkusen tháng 5 năm 2003. Ông được giao nhiệm vụ giúp đội trụ hạng cũng trong mùa giải đó. Ông ở lại đội đến tháng 9 năm 2005.
Tháng 12 năm 2005, ông chuyển sang VfL Wolfsburg. Ông sớm rời đội trước khi kết thúc mùa giải 2006–07. Ngày 23 tháng 3 năm 2010, ông ký hợp đồng có thời hạn nửa năm với SpVgg Unterhaching, thay thế Matthias Lust. Hợp đồng của ông với câu lạc bộ hết hạn vào ngày 3 tháng 6 năm 2011. Augenthaler từng từ chối lời mời từ Trung Quốc và Thổ Nhĩ Kỳ do không cảm thấy hứng thú.

## Thống kê sự nghiệp huấn luyện
Tính đến 18 tháng 1 năm 2014
| Đội                | Từ                   | Đến                 | Thống kê | Thống kê | Thống kê | Thống kê | Thống kê | Thống kê             |
| Đội                | Từ                   | Đến                 | ST       | T        | H        | B        | % thắng  | Tham khảo            |
| ------------------ | -------------------- | ------------------- | -------- | -------- | -------- | -------- | -------- | -------------------- |
| Bayern Munich      | 18 tháng 5 năm 1996  | 30 tháng 6 năm 1996 | 1        | 0        | 1        | 0        | 000,00   | [ 7 ]                |
| Grazer AK          | 1 tháng 7 năm 1997   | 1 tháng 3 năm 2000  | 111      | 55       | 19       | 37       | 049,55   | [ 18 ] [ 19 ] [ 20 ] |
| 1. FC Nürnberg     | 2 tháng 3 năm 2000   | 29 tháng 4 năm 2003 | 119      | 49       | 20       | 50       | 041,18   | [ 21 ]               |
| Bayer Leverkusen   | 13 tháng 5 năm 2003  | 16 tháng 9 năm 2005 | 94       | 46       | 21       | 27       | 048,94   | [ 22 ]               |
| VfL Wolfsburg      | 28 tháng 12 năm 2005 | 19 tháng 5 năm 2007 | 56       | 15       | 20       | 21       | 026,79   | [ 23 ]               |
| SpVgg Unterhaching | 23 tháng 3 năm 2010  | 3 tháng 6 năm 2011  | 49       | 16       | 16       | 17       | 032,65   | [ 24 ]               |
| Tổng cộng          | Tổng cộng            | Tổng cộng           | 430      | 181      | 97       | 152      | 042,09   | —                    |

## Giải thưởng
Bayern Munich
- Bundesliga: 1979–80, 1980–81, 1984–85, 1985–86, 1986–87, 1988–89 và 1989–90
- Cúp bóng đá Đức: 1981–82, 1983–84, 1985–86
- Siêu cúp bóng đá Đức: 1982, 1987, 1990
- Länderpokal: 1977
- Cúp C1 châu Âu Á quân: 1982, 1987

Đức
- Giải vô địch bóng đá thế giới: 1990, Á quân 1986

Cá nhân
- kicker Bundesliga Đội hình tiêu biểu mùa giải: 1989–85, 1988–89[25][26]
- Bàn thắng của năm (Đức): 1989[27]
- Bàn thắng đẹp nhất thập kỷ (Đức)[27]
- Đội hình Bayern Munich vĩ đại nhất lịch sử.